# Imunomodulátor
Imunomodulátor je látka, která je schopna měnit rozsah imunitní odpovědi, a to buď změnou antigenních vlastností antigenů nebo ovlivněním imunitních mechanismů daného jedince. Imunomodulační látky se obvykle řadí do kategorie léčiv ATC kód L03. K imunomodulátorům patří zejména:
- adjuvans – jako složka vakcín zvyšuje imunitní odpověď
- imunostimulancia – zvyšuje aktivitu či spouští jisté složky imunitního systému
- imunosupresiva – omezují nebo zabraňují činnosti imunitního systému
- imunomodulační probiotika - bakteriální kmeny tvořící kolonie v zažívacím traktu a podporující imunomodulační procesy

Jako imunomodulátory se mnohdy chovají jisté extrakty z rostlin získané za speciálních podmínek. Obvykle se jedná o směsi látek a tím pádem mají širší spektrum účinku.